# مرغابی تک‌زرد هندی
مرغابی تُک‌زرد هندی یا مرغابی نوک‌خالدار هندی (نام علمی: Anas poecilorhyncha) نام یک گونه از سرده مرغابی‌ها است. یک گونه از مرغابی‌سانان است که در شرق آسیا یافت می‌شود. نام این پرنده از این جهت بر روی آن گذاشته شده است که منقارش دارای یک خال زردرنگ است.

## ویژگی‌ها
حداکثر اندازه ثبت شده برای این گونه پرنده ۵۵–۶۳ سانتی‌متر طول بدن و ۸۳–۹۵ سانتی مترهم طول بال‌ها در هنگام پرواز است. وزن این پرنده ۷۹۰–۱٬۵۰۰ گرم است.

## پراکندگی
پاکستان و هند، زیستگاه و محل پراکنش این گونه از مرغابی‌هاست.